# Kanton Friville-Escarbotin
Kanton Friville-Escarbotin is een kanton van het Franse departement Somme. Het kanton maakt deel uit van het arrondissement Abbeville.

## Geschiedenis
Het kanton Friville-Escarbotin omvatte tot 2014 de gemeenten Bourseville, Fressenneville, Friville-Escarbotin, Nibas, Ochancourt, Tully, Valines, Vaudricourt en Woincourt
Ingevolge de herindeling van de kantons bij decreet van 26 februari 2014, met uitwerking op 22 maart 2015, werden de gemeenten Brutelles, Cayeux-sur-Mer, Lanchères, Pendé en Saint-Blimont van het kanton Saint-Valery-sur-Somme en alle gemeenten van het op die dag opgeheven kanton Ault opgenomen in het kanton Friville-Escarbotin.
Door deze aanpassingen nam het aantal gemeenten in het kanton toe van 9 naar 24.

## Gemeenten
Het kanton omvat de volgende gemeenten:
- Allenay
- Ault
- Béthencourt-sur-Mer
- Bourseville
- Brutelles
- Cayeux-sur-Mer
- Fressenneville
- Friaucourt
- Friville-Escarbotin
- Lanchères
- Méneslies
- Mers-les-Bains
- Nibas
- Ochancourt
- Oust-Marest
- Pendé
- Saint-Blimont
- Saint-Quentin-la-Motte-Croix-au-Bailly
- Tully
- Valines
- Vaudricourt
- Woignarue
- Woincourt
- Yzengremer